# Sami Khedira
Sami Khedira, nemški nogometaš, * 4. april 1987, Stuttgart, Nemčija.